# سیارک ۱۱۴۳۷
سیارک ۱۱۴۳۷ (به انگلیسی: 11437 Cardalda، نامگذاری:1971SB) یازده هزار و چهارصد و سی و هفتمین سیارک کشف شده‌است که در ۱۶ سپتامبر ۱۹۷۱ کشف شد.